# Drahtrahmenerziehung

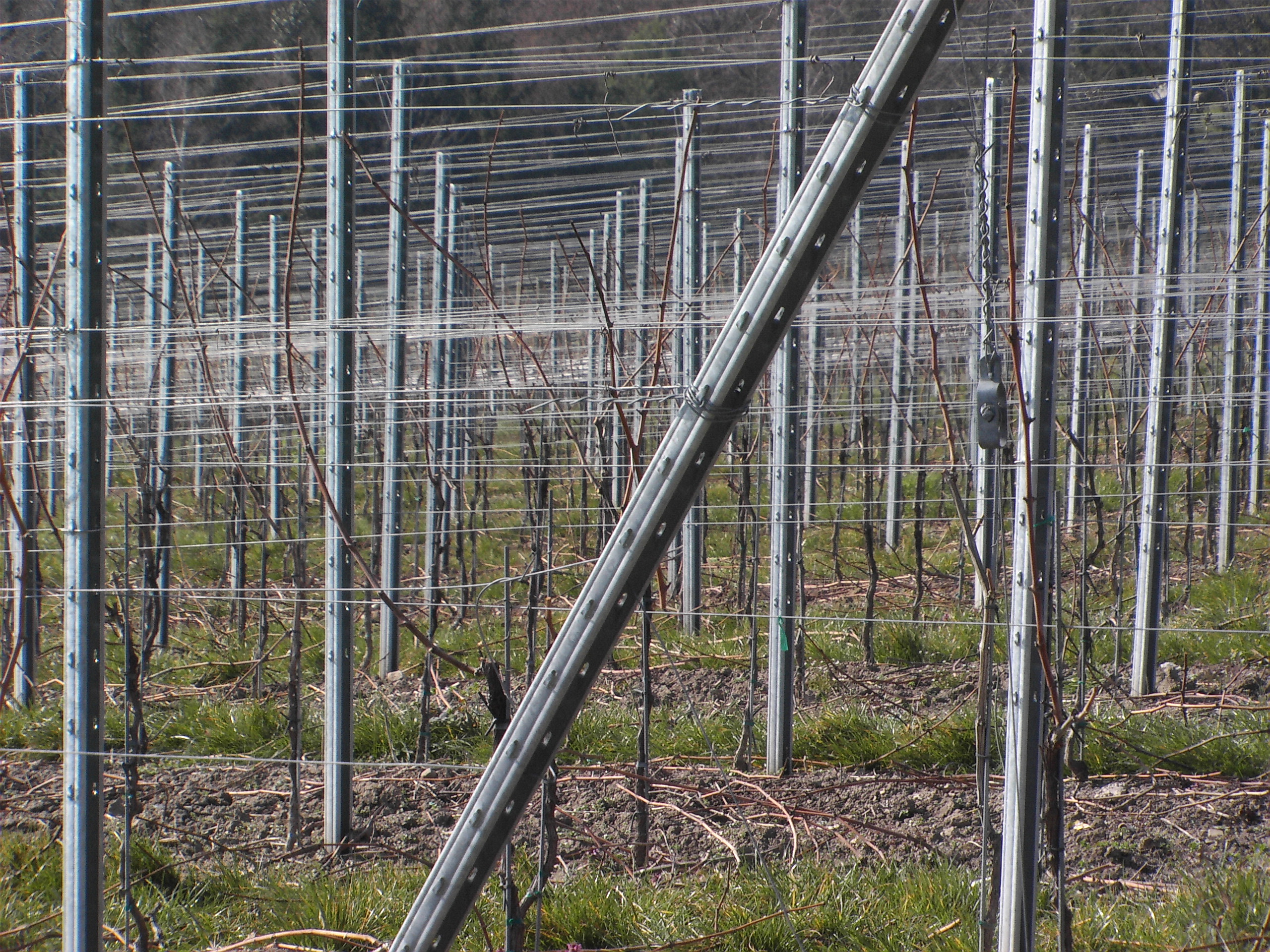
Rebstöcke im Drahtrahmen

Die Drahtrahmenerziehung ist eine Reberziehungsmethode, bei der Rebstöcke im Spalier in einer Drahtzeile angepflanzt werden. Das Verfahren löste mit der Hochkultur in Deutschland Ende der 1950er Jahre die traditionelle Stockkultur im Weinbau ab. Die Drahterziehung der Weinreben ermöglicht den Einsatz von Vollerntern und die maschinelle Bewirtschaftung einer Großlage. Der Einsatz der landwirtschaftlichen Maschinen im Weinbau macht breitere Lesegassen und einen größeren Stockabstand der Reben in den Drahtzeilen erforderlich, als bei einer Holzzeile, die manuell zu bewirtschaften ist. 
In die Reihen der Rebstöcke werden in Abständen Metallpfosten eingegraben oder -geschlagen. Zwischen diesen werden in unterschiedlichen Höhen Drähte gespannt, an denen die Kletterpflanze Weinreben ranken sollen. Für die Drahtrahmenerziehung wurden Weinberge traditioneller Weinbaugebiete großflächig flurbereinigt. Das typische Landschaftsbild der Weinorte hat hierdurch eine Wandlung erfahren. Während am Kaiserstuhl künstliche Terrassen aus Löss errichtet wurden, war der Drahtbau im Spalier im Raum Stuttgart Grund, die Kulturlandschaft prägende Trockenmauern für den maschinellen Weinbau zu beseitigen. Die Spaliere wurden häufig talwärts ausgerichtet und das terrassierte Kleinrelief der Weinberghänge eingeebnet.